# Budî, Trosteaneț
Budî (în ucraineană Буди) este o comună în raionul Trosteaneț, regiunea Vinnița, Ucraina, formată numai din satul de reședință.

## Demografie
Componența lingvistică a satului Budî
     Ucraineană (98,47%)
     Rusă (1,46%)
Conform recensământului din 2001, majoritatea populației satului Budî era vorbitoare de ucraineană (98,47%), existând în minoritate și vorbitori de rusă (1,46%).